# شعبان رمضان موباجي
شعبان رمضان موباجي مفتي أوغاندا

## حياته الشخصية
- تاريخ الميلاد: 12 من مارس 1955
- الجنسية: أوغندي
- الحالة الاجتماعية: متزوج

## المنصب الحالي
مفتي أوغندا

## التاريخ العلمي
- 1961-1967: الشهادة الابتدائية - مدرسة بيوبو الابتدائية.
- 1968-1975: الشهادة العامة من معهد جنجا الإسلامي.
- 1981-1985: ليسانس الشريعة - جامعة الإمام محمد بن سعود الإسلامية – الرياض.
- 1992-1995: ماجستير الآداب - جامعة ماكريير.
- 1996-1997: دبلومة من الجامعة الإسلامية في أوغندا.
- 2013: برنامج الدكتوراه ببريطانيا.

## المناصب
- 1978-1980: مدير معهد جنجا الإسلامي.
- 1986-2000: مدير معهد النور الإسلامي.
- 1986-1991: إمام مسجد إمبالي الكبير.
- 1987-2000: مُحاضر بالجامعة الإسلامية – أوغندا.
- 1991-2000: قاضي منطقة إمبالي.
- 2001-حتى الآن: مفتي أوغندا.
- رئيس مجلس الأديان - أوغندا.
- رئيس مشارك لحوار الأديان الأفريقي.
- عضو مجلس الأديان لأجل السلام العالمي.
- عضو المجلس الأعلى للأمانة العامة لدور وهيئات الإفتاء في العالم.